# プラモ男子とプリチー女子-ミズオとイエナの1年戦争-
『プラモ男子とプリチー女子-ミズオとイエナの1年戦争-』（プラモだんしとプリチーじょし ミズオとイエナの1ねんせんそう）は、ゆきもりとソラキスズによる日本の漫画。『ビッグコミックスピリッツ』（小学館）にて2012年52号より2013年51号まで連載された。単行本は小学館（ビッグコミックス）から全4巻が刊行された。
唐突ともいえる連載終了で読者の間には戸惑いの声も聞かれ、作者のツイッターでは「第一部完」という扱いになっている。

## 概要
ガンプラつくりが趣味のミズオとミズオの趣味に理解の乏しいイエナが互いの価値観を認め、紆余曲折を経つつ、徐々に理解を深めていく。
2014年1月12日には高円寺パンディットにてファンミーティングが開催され、関係者達が参加してトークショーを行った。

## 登場人物
小須賀ミズオ（こすが ミズオ）
ガンプラつくりが趣味の40歳独身。
イエナ
20歳の女子。実はミズオのガンプラ仲間の「グフフさん（ハンドルネーム）」の娘。

## 書誌情報
- ゆきもり+ソラキスズ 『プラモ男子とプリチー女子-ミズオとイエナの1年戦争-』 小学館〈ビッグコミックス〉、全4巻
  1. 第1巻 2013年6月4日発行、2013年5月30日発売 ISBN 9784091853097
  2. 第2巻 2013年9月4日発行、2013年8月30日発売 ISBN 9784091853929
  3. 第3巻 2013年12月4日発行、2013年11月29日発売 ISBN 9784091856982
  4. 第4巻 2014年2月4日発行、2014年1月30日発売 ISBN 9784091858504